# TW Hydrae
TW Hydrae (TW Hya) è la stella T Tauri più vicina al Sole, situata a 184 anni luce dal Sistema solare nella costellazione dell'Idra.

## Caratteristiche fisiche
TW Hydrae ha una massa molto simile a quella del Sole, un poco inferiore (70%) ma ha solo 10 milioni di anni di età. Si ritiene che attorno alla stella si trovi un disco protoplanetario, costituito da gas e polveri, che è stato visualizzato dalle immagini del Telescopio spaziale Hubble e, nel marzo 2016, dalle potenti antenne interferometriche dell'Atacama Large Millimeter/submillimeter Array (ALMA) che ha evidenziato il disco con un dettaglio senza precedenti, rivelando una serie di anelli concentrici brillanti formati da polvere e solchi scuri, dove forse un pianeta con orbita simile a quella terrestre si sta verosimilmente formando.
TW Hydrae è accompagnata da una ventina di stelle poco massicce aventi età e moto proprio simile; questa associazione prende il nome di "associazione TW Hydrae" (TWA), una delle regioni di recente formazione stellare più vicine al Sole.

## Pianeta non confermato

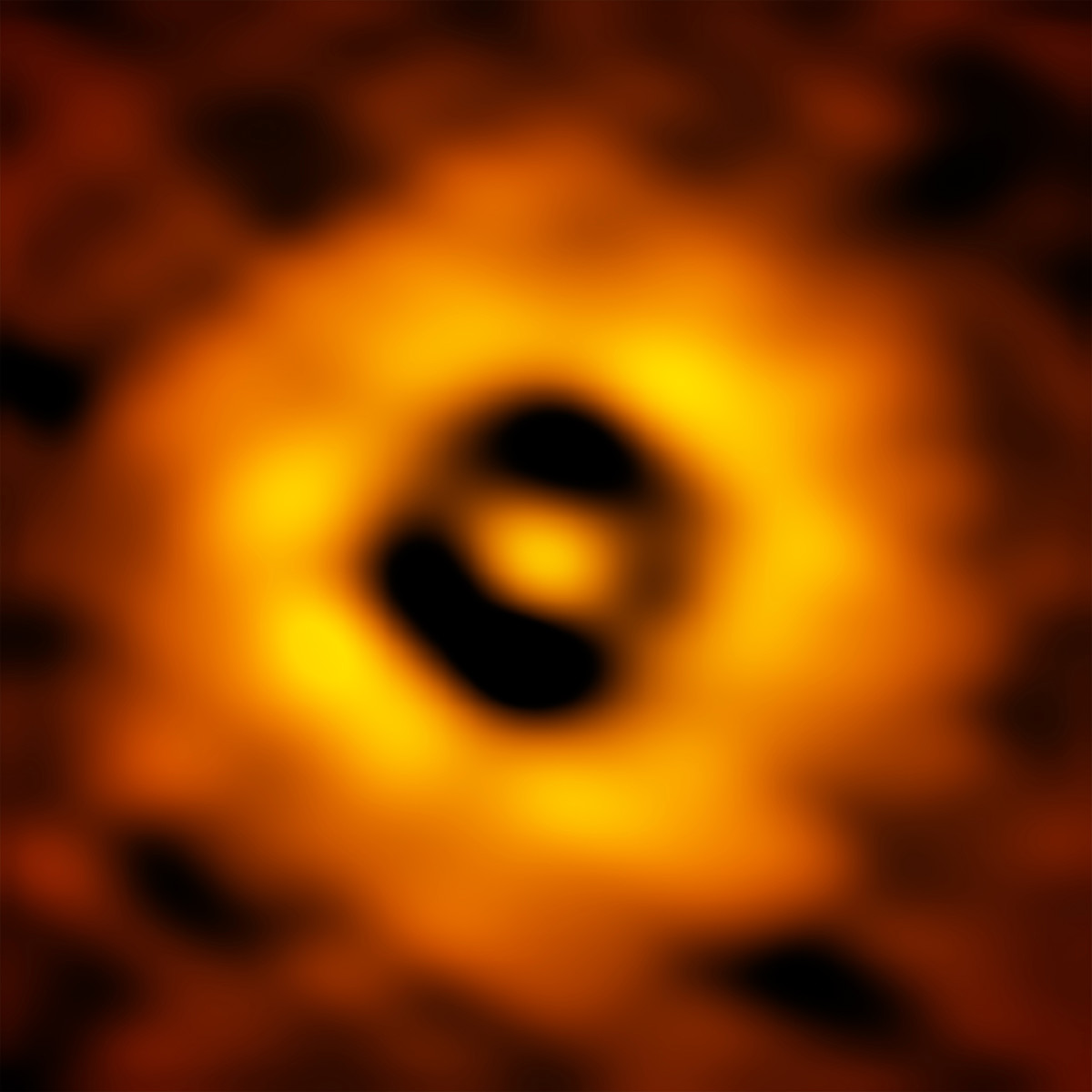
Immagine della regione interna del disco protoplanetario di TW Hydrae, dove è evidente uno spazio vuoto alla distanza di circa 1 UA dalla stella, per via della possibile presenza di un pianeta posto alla stessa distanza che separa la Terra dal Sole.

Nel 2007 si annunciò la scoperta di un pianeta gioviano attorno alla stella, che orbiterebbe in 3,56 giorni ad una distanza di 0,04 UA. Tuttavia nel 2008, un gruppo di ricercatori spagnoli smentì la presenza del pianeta, attribuendo la differenza della velocità radiale della stella non ad un pianeta ma ad una grande e fredda macchia stellare che copre il 7% della superficie stellare, e che entra ed esce dal campo di visione durante la rotazione della stella su se stessa.
Nel 2013, ricercatori del gruppo del Telescopio spaziale Hubble, notando una larga fascia di vuoto nel disco di detriti attorno alla stella, hanno suggerito l'esistenza di un giovane esopianeta avente una massa compresa tra le 6 e 28 volte quella terrestre e distante circa 12 miliardi di chilometri dalla stella. Se confermato, si tratterebbe del pianeta con il maggior semiasse maggiore tra quelli finora scoperti.
Nel 2016, nuove osservazioni del disco protoplanetario compiute con il radiointerferometro ALMA, situato in Cile, hanno mostrato evidenze della probabile esistenza di un pianeta in formazione simile a Nettuno, distante circa 22 UA dalla stella.
Sempre con ALMA nel 2018 è stata rilevata la presenza di acido formico (HCOOH) nel disco protoplanetario circondante la stella. Tale molecola, che prende il nome dalla sua abbondanza nelle formiche terrestri, è l'acido più semplice presente in natura
Una seconda fascia di vuoto che attraversa il disco protoplanetario è stata osservata in dati di archivio di Hubble del 2021. Tali osservazioni fanno supporre la presenza di due pianeti aventi orbite disallineate e che gravitazionalmente attirano materia dal disco diffuso. I supposti pianeti sarebbero situati alla distanza equivalente di Giove dal Sole e le rispettive ombre completerebbero una rotazione attorno alla stella circa ogni 15 anni.